# Desierto del Sarigua
La Albina del Sarigua, Desierto del Sarigua o Parque nacional Sarigua, está ubicada en el distrito de Parita en la provincia de Herrera, península de Azuero, en Panamá. Tiene una superficie de 8 000 hectáreas. Si bien por el nivel de precipitaciones (alrededor de 930 mm/año) no se le considera un desierto, se le llama como tal debido a que la aridez ocasionada por otros factores como la salinidad de suelo, los vientos y la intervención humana, le da todas las características de un desierto.
Con una antigüedad de más de 11 000 años de ocupación humana, la convierte en una de las zonas de poblamiento más antiguas de Panamá, asimismo, es una de las tierras más secas del país. Aunque  se le denomina desierto por su aridez, se trata de una albina, dado el proceso de salinización que ha sufrido y que limita el desarrollo de la vegetación, no siendo la precipitación un factor determinante en la conformación del paisaje.  El desierto ha sufrido algunos cambios en los últimos años, debido más que nada a la intervención del Ministerio de Ambiente (MiAmbiente), previo estudio sobre las características actuales del lugar, ha impulsado dos proyectos importantes: Un proyecto acuícola, para el cual se destinaron dos mil hectáreas de terreno, en donde se ha desarrollado con aceptable éxito, la cría de camarones en estanque. El otro proyecto está en el área de energía eolíca, para lo cual se concesionaron 5 hectáreas de terreno.  En este último proyecto, se espera que se puedan obtener 20,000 kWh, mismas que pueden adicionarse a la red de energía nacional.

## Flora y fauna
En la albina del Sarigua podemos encontrar una gran variedad de especies de flora, entre ellas diferentes tipos de manglares y el laurel. La fauna está representada principalmente por pelícanos, alcedines y abundantes especies de mariposas. Algunas especies de cactus y otras plantas de suelos áridos también se encuentran en el parque nacional, sin mencionar artrópodos como escorpiones y saltamontes.